# Helichrysum petiolare
Helichrysum petiolare é uma espécie de planta com flor pertencente à família Asteraceae. 
A autoridade científica da espécie é Hilliard & B.L.Burtt, tendo sido publicada em Notes from the Royal Botanic Garden, Edinburgh 32(3): 357–358. 1973.
O seu nome comum é sempre-noiva-das-floristas.

## Portugal
Trata-se de uma espécie presente no território português, nomeadamente em Portugal Continental e no Arquipélago da Madeira.
Em termos de naturalidade é introduzida nas duas regiões atrás referidas.

## Protecção
Não se encontra protegida por legislação portuguesa ou da Comunidade Europeia.